# Heterokarpie
Heterokarpie, auch Verschiedenfrüchtigkeit, ist ein Begriff aus der Botanik und bedeutet das Vorkommen verschieden gestalteter Früchte.
Der Begriff bezeichnet die Tatsache, dass bei manchen Pflanzenarten das gleiche Individuum unterschiedliche Fruchttypen ausbildet, die dann auch auf verschiedene Art ausgebreitet werden. So entwickeln manche Löwenzahn-Arten (Leontodon) Achänen mit und ohne einen der Windausbreitung dienenden Haarkranz (Pappus). Heterokarpe Früchte kommen beispielsweise auch bei der Ringelblume (Calendula) vor (äußere länger, innere kürzer und stärker gekrümmt).